# Hišni hrib
Hišni hrib ali hišna gora je izpostavljena vzpetina v bližini vasi ali mesta, ki se običajno (vendar ne nujno) nahaja na teritoriju naselja, na območju, ki ni pozidano. Predstavlja ozadje (»kuliso«) naselju in ponuja dober razgled, v kolikor ni poraščen, prebivalcem pa priljubljen kraj za oddih in rekreacijo. Na mnoge, posebno turistično oblegane hišne hribe so speljane tudi žičnice ali vzpenjače.
Hrib, ki se nahaja znotraj mesta, se imenuje tudi mestni hrib.

## Primeri v Sloveniji
- Brežice – Šentviška gora (386 m)
- Kamnik – Mali grad in Stari grad
- Kranj – Jošt in Šmarjetna gora (646 m)
- Krško – Grmada (488 m)
- Ljubljana – Šmarna gora (669 m), Rožnik (429 m), Grajski grič (Ljubljanski grad)
- Maribor – Razglednik - Maribosko Pohorje (1147 m)
- Slovenske Konjice – Razgledna skala - Konjiška gora (1012 m)

### Hišne gore
- Pogačnikov dom na Kriških podih – Razor (2601 m)[1]
- Koča pri Triglavskih jezerih – Mala Tičarica (2071 m)[2]

## Primeri v Evropi

### Albanija
- Tirana – Dajti (1.613 m)

### Avstrija
- Dunaj – Kahlenberg (484 m; 300 m nad mestom)
- Bregenz – Pfänder (1.064 m)
- Celovec – Kalvarija (Kreuzbergl; 517 m)
- Gradec – Schöckl (1.445 m)
- Innsbruck – Patscherkofel (2.246 m), Kleiner Solstein (2.637 m)
- Salzburg – Untersberg (1.973 m), Gaisberg (1.288 m)

### Francija
- Grenoble – Bastille (476 m)

### Hrvaška
- Zagreb – Sljeme (1.035 m)

### Italija
- Catania – Etna (3.323 m)
- Pompeji – Vezuv (1.281 m)

### Nemčija
- Aachen – Lousberg (262.4 m)
- Bad Lauterberg – Hausberg (okoli 420 m)
- Baden-Baden – Merkur (668,3 m)
- Coesfeld – Coesfelder Berg (okoli 140 m)
- Frankfurt ob Majni – Lohrberg (212,4 m), Großer Feldberg (okoli 879 m)
- Freiburg im Breisgau – Schlossberg (455,9 m), Schauinsland (1.284,4 m)
- Görlitz – Landeskrone (419,4 m)
- Heidelberg – Königstuhl (567,8 m), Heiligenberg (439,9 m)
- Jena – Hausberg (391,7 m), Jenzig (385,3 m)
- Karlsruhe – Turmberg (256 m)
- Kassel – Karlsberg (526.2 m) s Herkulovim spomenikom (515 m), Hohes Gras (614,8 m) z razglednim stolpom
- Reutlingen – Achalm (707,1 m)
- Singen – Hohentwiel (689,9 m)
- Tübingen – Österberg (437,9 m)
- Tuttlingen – Honberg (okoli 739 m), Witthoh (862 m)
- Weimar – Großer Ettersberg (481,6 m)
- Wiesbaden – Neroberg (245 m)

### Španija
- Barcelona – Tibidabo (512 m)

### Švica
- Ascona – Monte Verità (321 m)
- Basel – St. Chrischona (522 m; 250 m nad mestom)
- Bern – Gurten (858 m; 300 m nad mestom)
- Chur – Haldensteiner Calanda (2.806 m)
- Geneva – Salève (1.375 m)
- Grindelwald – Eiger (3.967 m)
- Locarno – Cimetta (1.672 m)
- Luzern – Pilatus (2.132 m)
- Lugano – Monte Brè (925 m; 650 m nad mestom), Monte San Salvatore (912 m)
- Neuchâtel – Chaumont (1.180 m)
- Solothurn – Weissenstein (1.395 m)
- St. Gallen – Säntis (2.502 m)
- Thun – Stockhorn (2.190 m)
- Zermatt – Matterhorn (4.478 m)
- Zürich – Uetliberg (873 m)

## Primeri zunaj Evrope

### Brazilija
- Rio de Janeiro – Sladkorna glava (395 m), Corcovado (710 m)

### Japonska
- Sendai – Izumigatake (1.172 m)

### Republika Južna Afrika
- Cape Town – Mizasta gora (1087 m)

### Malezija
- Kluang – Lambak (510 m)